# Ашшур-нірарі V
Ашшур-нірарі Ⅴ (новоассирійський клинопис:  Aššur-nārāri, дослівно «Ашшур — моя допомога») — правитель Новоассирійського царства другої половини Ⅷ століття до н. е., з 755 року до н. е. до самої своєї смерті 745 року до н. е. Ашшур-нірарі Ⅴ був сином Адад-нірарі Ⅲ, змінивши свого брата Ашшур-дана Ⅲ на посаді царя. Він правив у період занепаду Ассирії, про який збереглося небагато джерел. Таким чином, про його правління, крім широких політичних подій, відомо мало подробиць.
Того часу ассирійські чиновники ставали дедалі могутнішими щодо царя, а вороги Ассирії ставали іще небезпечнішими. Надзвичайно малу частину правління Ашшур-нірарі Ⅴ було присвячено кампаніям проти зовнішніх ворогів, що, ймовірно, свідчить про внутрішню політичну нестійкість в Ассирії. Є записи про повстання в Німруді, тодішньої столиці Ассирії, в 746 чи 745 року до нашої ери. Наступником Ашшур-нірарі Ⅴ став Тіґлатпаласар Ⅲ, чи-то його син, чи-то брат, але неясно яким чином. Хоча традиційно вважається, що Тіґлатпаласар Ⅲ скинув Ашшур-нірарі Ⅴ, також можливо, що це було плавне і законне успадкування, або ж навіть що протягом короткого часу вони були співправителями.

## Правління
Ашшур-нірарі Ⅴ був сином Адад-нірарі Ⅲ (роки правління 811–783 рр. до н. е.). Успадкував престол після смерті свого брата Ашшур-дана Ⅲ 755 року до н. е. Ашшур-нірарі Ⅴ правив за маловідомої доби ассирійської історії, про яку збереглося мало відомостей. Як наслідок, його правління є маловідомим. У цю неясну пору Новоассирійське царство пережило час занепаду. Зокрема, влада самого царя опинилася під загрозою через появу надзвичайно могутніх чиновників, які, хоч і визнавали владу ассирійського монарха, на практиці діяли з вищою владою і почали складати свої власні клинописні постанови щодо будівництва і політичних рішень, підроблювані під царські. Подібні фальшиві постанови чиновників із того часу трапляються частіше, ніж написи самих царів. Водночас вороги Ассирії ставали сильнішими і небезпечнішими. Наприклад, цей період занепаду Ассирії збігся з розквітом царства Урарту на півночі.
Написи, які згадують Ашшур-нірарі Ⅴ по його правління, включають Список ассирійських царів (з якого відома тривалість його правління) і пізніший список епонімів (назви років, що зазвичай включають ім'я посадовця і значущу подію), в котрому присутні епоніми його правління. Серед тогочасних написів, у яких згадується Ашшур-нірарі Ⅴ, є напис Сардурі Ⅱ з Урарту, де Сардурі Ⅱ стверджує, що переміг Ашшур-нірарі Ⅴ в битві. Збереглася також фрагментарна копія договору між Ашшур-нірарі Ⅴ і Матіїлом, царем Арпада. Відомий також фрагментарний опис, єдиний відомий напис, написаний за життя Ашшур-нірарі Ⅴ, в якому записано про надання земель та звільнення від податків посадовця Мардук-сарра-усуру після того, як той відзначився у бою. Мардук-сарра-усур міг бути тією самою людиною, що згадується в епонімі за 784 р. до н. е. Виходячи зі списку епонімів, правління Ашшур-нірарі Ⅴ було тьмяним з військової точки зору. Засвідчено, що цар залишався «на землі» (тобто не брав участі в кампаніях) майже всі роки свого правління, за винятком усього трьох років. 755 року до н. е., у рік свого воцаріння, він виступив у похід проти Арпада, а в 748–747 рр. — проти урартського міста Намрі. Ймовірно, саме після завершення кампанії 755 року до н. е. було укладено договір із Матіїлом. Майже всі частини цього договору, що збереглися, складаються з прокльонів у бік Матіїла. У ассирійських царів було прийнято проводити по кампанії щороку, а це означає, що перебування Ашшур-нірарі Ⅴ в Ассирії могло бути ознакою внутрішніх протиріч. Більшість ассирійських царів також займалися будівельними проєктами, але про будівельні роботи, що могли би проводитися при Ашшур-нірарі Ⅴ, нічого не відомо.